# Gymnocalycium bruchii
Gymnocalycium bruchii, (Гімнокаліціум брухі, гімнокаліціум Бруха; синонім: Gymnocalycium lafaldense) — кактус з роду гімнокаліціум (підрід Gymnocalycium).

## Етимологія
Гімнокаліціум брухі названий на честь аргентинського вченого, доктора Карлоса Бруха.

## Загальна біоморфологічна характеристика

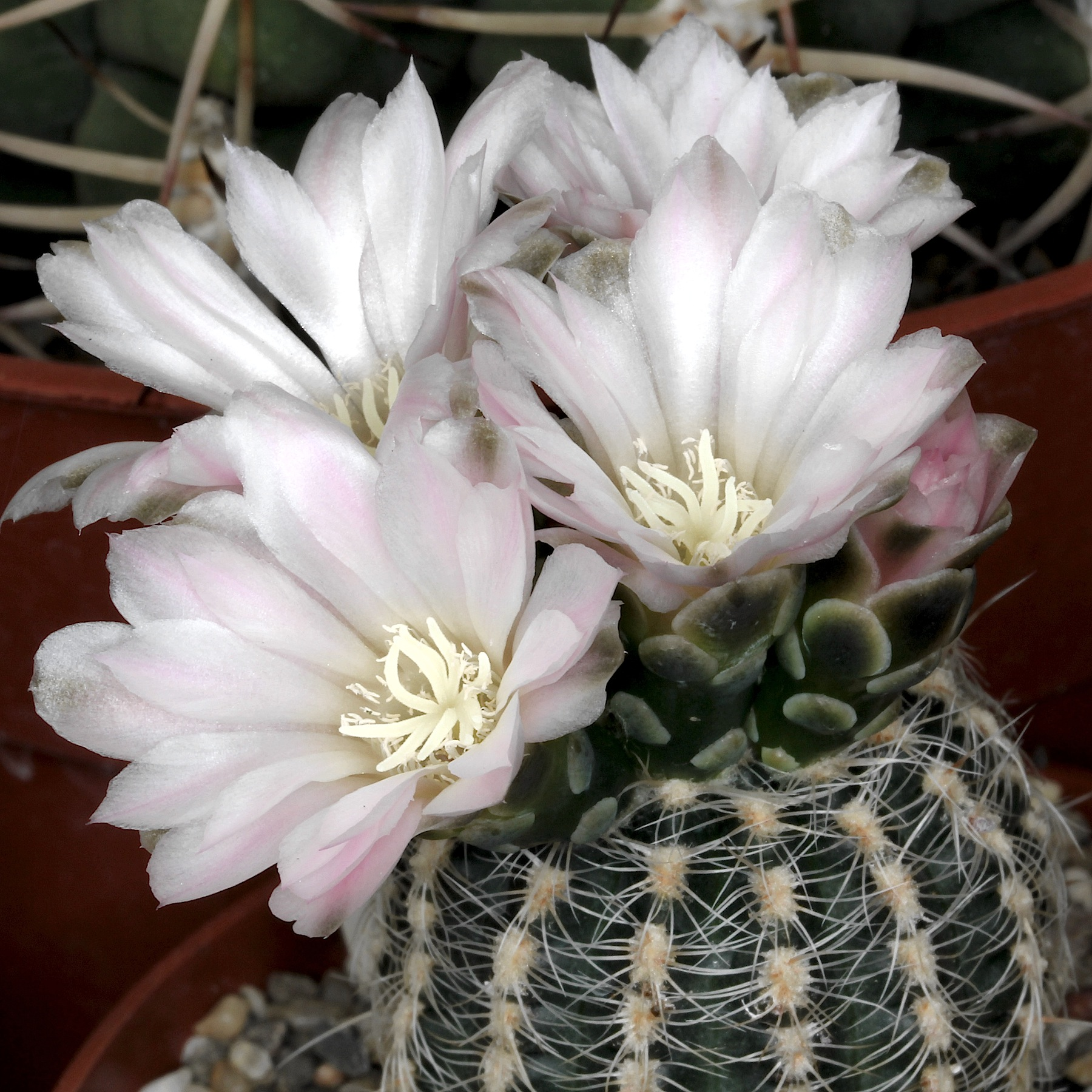
Цвітіння Gymnocalycium bruchii

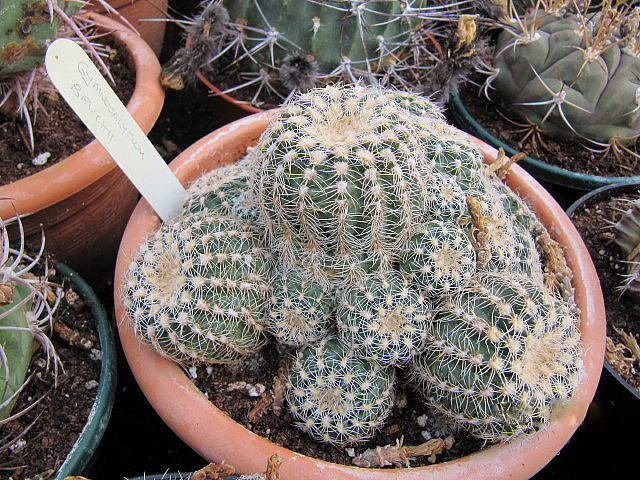
Gymnocalycium bruchii в культурі

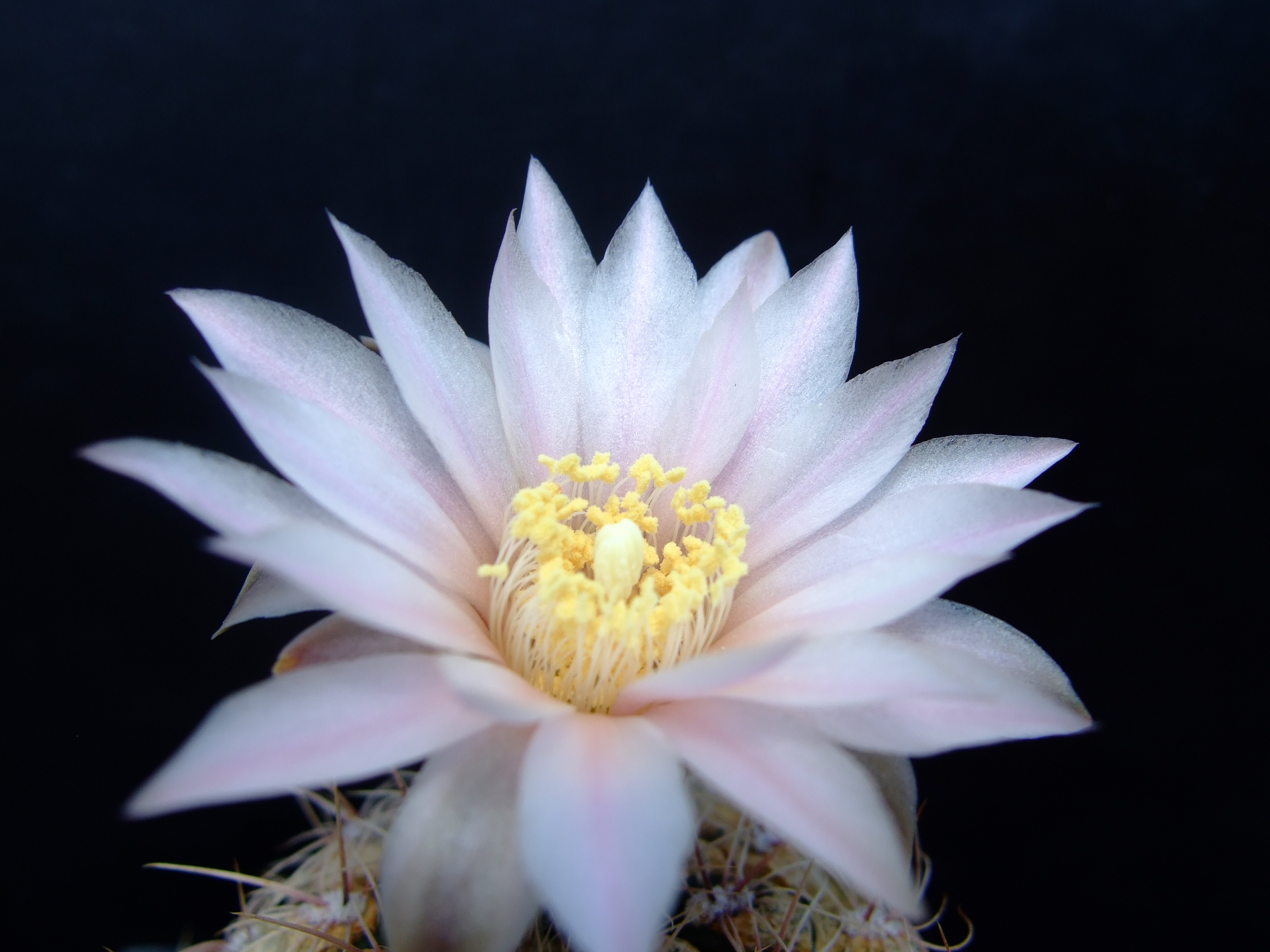
Квітка Гімнокаліціума брухі

Один із найнезвичнішо виглядаючих гімнокаліціумів. Стебла зовсім крихітні — не більше 6 см діаметром і 4 см заввишки, сильно кущаться і швидко утворюють мальовничі групи до 15 см в діаметрі. Ребер 12, низькі, округлі, розділені на горбики без подборідкоподібних виступів.
Коротенькі білуваті або рожеві колючки щільно покривають поверхню кактуса. Центральних колючок — 1-3, у деяких різновидів відсутні, прямі. Радіальних колючок — 12-14, зігнуті до стебла, тонкі, щетиноподібні, до 6 мм завдовжки. Квіти ніжного фіолетово-рожевого кольору або білі, 3.5-5 см завдовжки і в діаметрі у великій кількості з'являються ранньою весною. Плоди кулясті, синюваті або білі, з часом зеленіють

## Ареал
Гімнокаліціум брухі є ендемічним в Аргентині, де він зустрічається в провінціях Кордоба і Сан-Луїс, але мешкає на досить великій території і в різноманітних висотах та умовах зростання. Один з найхолодостійкіших гімнокаліціумів. Витримує пониження температури до −15 °C.
Входить до додатку 2 списку СІТЕС.

## Екологія
Виростає у скелястих гірських районах серед трави на висоті від 1 000 до 2 000 м над рівнем моря.

## Підвиди
Різноманітність місцевостей та умов зростання спричинили багато форм цього виду, що розрізняються за розмірами стебла, структурою і забарвленням колючок, розмірами і забарвленням квіток:
- Gymnocalycium bruchii var. albispinum Hort.
- Gymnocalycium bruchii var. brigittae Piltz, Succulenta 66 (10): 213—216, 1987
- Gymnocalycium bruchii var. centrispina Katalogname. in Schneekloth-List
- Gymnocalycium bruchii var. denudatum Dodie (Cactus by Dodie, US-CA) PL 1992?
- Gymnocalycium bruchii var. deviatum (Oehme), Uwe Beckerin Kakteen/Sukkulenten DDR :22, 1986
- Gymnocalycium bruchii var. enorme (Oehme) in Backeberg Kakteenlexikon
- Gymnocalycium bruchii var. evolvens (Oehme) Uwe Becker in Kakteen/Sukkulenten DDR :22, 1986
- Gymnocalycium bruchii var. glaucum Neuhuber; Gymnocalycium 16(2): 499—510, 2003
- Gymnocalycium bruchii var. hossei Backeb. nom. inval. (Art. 37.1), Die Cactaceae 3: 1699—1700, 1959
- Gymnocalycium bruchii ssp. lafaldense (Vaupel) Neuhuber, Gymnocalycium 16(2): 499—510, 2003
- Gymnocalycium bruchii var. niveum Rausch, Succulenta 68 (9): 179—180 + title plate, 1989
- Gymnocalycium bruchii subspec. pawlovskyi Neuhuber, Gymnocalycium 16(2): 499—510, 2003
- Gymnocalycium bruchii var. spinossimum (Haage.) Y.Ito in Graessner: Hauptverzeichnis ueber Kakteen: 21952
- Gymnocalycium bruchii subspec. susannae Neuhuber, Gymnocalycium 16(2): 499—510, 2003

## Охорона у природі
Gymnocalycium bruchii входить до Червоного списку Міжнародного Союзу Охорони Природи, стан — в найменшому ризику. Має досить широкий ареал, чисельність популяції стабільна. Незважаючи на збирання місцевим населенням, серйозних загроз для цього виду наразі немає. Мешкає в заповіднику Пампа-де-Ачала і Національному парку Кебрада-дель-Кондоріто.